# ديربي البصرة
ديربي البصرة هي مباراة دربي كرة القدم بين نادي الميناء ونادي نفط البصرة ، ويعتبر من الديربيات المهمة في العراق .
== التاريخ ==
==نادي الميناء==
هو أحد أندية الدوري العراقي تاسس عام 1931 في مدينة البصرة.
==نادي نفط البصرة==
هو أحد أندية الدوري العراقي تأسس عام 1979 غي مدينة البصرة.
== المواجهات ==